# Municipio de Lincoln (condado de Monona)
El municipio de Lincoln (en inglés: Lincoln Township) es un municipio ubicado en el condado de Monona en el estado estadounidense de Iowa. En el año 2010 tenía una población de 322 habitantes y una densidad poblacional de 2,74 personas por km².

## Geografía
El municipio de Lincoln se encuentra ubicado en las coordenadas 42°4′34″N 96°12′20″O / 42.07611, -96.20556. Según la Oficina del Censo de los Estados Unidos, el municipio tiene una superficie total de 117.38 km², de la cual 112,69 km² corresponden a tierra firme y (4 %) 4.69 km² es agua.

## Demografía
Según el censo de 2010, había 322 personas residiendo en el municipio de Lincoln. La densidad de población era de 2,74 hab./km². De los 322 habitantes, el municipio de Lincoln estaba compuesto por el 96,58 % blancos, el 0,62 % eran afroamericanos, el 0,93 % eran amerindios, el 0,31 % eran de otras razas y el 1,55 % eran de una mezcla de razas. Del total de la población el 0,93 % eran hispanos o latinos de cualquier raza.